# Galoretijski jezici
Galoretijski jezici, jedna od dvije skupine galoromanskih jezika kojima govori nekoliko naroda u Francuskoj, Italiji i Švicarskoj, te na području Kanade (Acadia) i SAD-a (Louisiana). 
Galoretijski jezici nastali su romanizacijom Gala i Reta (Retijaca), a granaju se na dvije glavne podskupine, oilsku sa 6 jezika i retijsku ili retoromansku s 3 jezika.
A. oilski jezici (6) jezika:
a1. Francuski jezici (5):
a. francuski jezik (82 milijuna):
b. judeofrancuski jezik,
c. kajunski jezik (jezik Kajuna iz Louisiane),
d. pikardijski jezik,
e. valonski jezik.
a2. Jugoistočni (1):
a. frankoprovansalski jezik
B. Retijski jezici /Retoromanski jezici/ 3 jezika: 66.000 govornika: 
b1) ladinski jezik,
b2) furlanski jezik,
b3) romanš.

## Vanjske poveznice
- Ethnologue (14th)
- Ethnologue (15th)
- Tree for Gallo-Rhaetian[neaktivna poveznica]